# Przemysław Olszewski

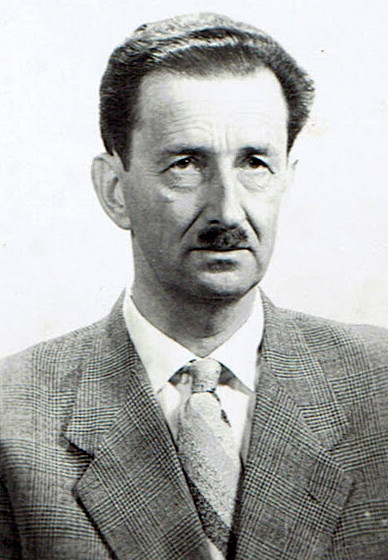
Przemysław Olszewski

Przemysław Olszewski (* 23. Juni 1913 in Krakau; † 16. Dezember 1972 in Olsztyn) war ein polnischer Professor an der Hochschule für Landwirtschaft und Technik in Olsztyn und Limnologe.
Er war der Sohn des Künstlers und Kunstpädagogen Bronisław Olszewski sowie dessen Frau und Lehrerin Stanisława. In seinem Geburtsort Krakau ging er zum Gymnasium und machte 1931 seinen Abschluss. Anschließend studierte an der Fakultät für Agrarwissenschaften an der Jagiellonen-Universität. Das wissenschaftliche Interesse ging bei ihm von Anfang an in Richtung der Fischerei und der maritimen Zusammenhänge. Er nahm  an Kursen in der limnologischen Hydrobiologischen Station am Wigry und an der Ozeanographischen Station in Hel teil. Nach seinem Magister-Abschluss mit einer Arbeit über die Tatra-Seen im Jahr 1935 arbeitete er weiterhin für die Forschung in diesem Bereich, jetzt als Assistent in der Abteilung für Fischerei der Jagiellonen-Universität. 1946 promovierte er ebenda.
Im Jahr 1951 zog er nach Giżycko und ein paar Monate später nach Olsztyn, wo er an der Hochschule für Landwirtschaft am Institut für Fischerei arbeitete. Er übernahm die Leitung der Abteilung Hydrochemie der Hochschule, die später in die Abteilung Limnologie umgewandelt wurde. Ab 1956 war er außerordentlicher Professor, Ordinarius seit 1965. In den Jahren 1958–1960 war er Dekan der Fakultät für Fischerei. In dieser Zeit nahm er sich mit dem sogenannten Kortowo-Experiment der Hydrologie des Kortowo-Sees an, der damals zur Gewässerkategorie 3 gehörte. Dieser bis zu 17 Meter tiefe See drohte durch Eutrophierung umzukippen. In den Jahren 1955 bis 1974 gelang es, mithilfe des von Olszewski entwickelten Olszewski-Rohrs den See zu sanieren. Dafür installierte er zunächst ein hölzernes, 180 Meter langes Rohr durch den See.
Mit dem Umzug eines großen Teil der Abteilung nach Szczecin blieb er 1966 trotzdem in Olsztyn auf der Landwirtschaftshochschule und arbeitete 1967 bis 1969 als stellvertretender Dekan der Binnenfischerei-Abteilung. 1970 trug er dazu bei, die neue Abteilung Gewässerschutz und Binnenfischerei an der Hochschule in Olsztyn einzurichten, zu jener Zeit die einzige dieser Art in Europa. Viele Jahre war er Mitglied des Akademischen Senats und von 1954 an war er der erste Vorsitzende des Editorial Board des „Scientific Bulletin“ der Hochschule in Olsztyn.
Przemysław Olszewski war Autor vieler Publikationen zu Limnologie, Hydrochemie und Gewässerschutz. Probleme mit der Verschmutzung von Seen besprach er unter anderem auch publikumswirksam in den Programmen des Polnischen Rundfunks. Von seinen Studenten wurde er als begnadeter Lehrer herausgestellt, der in der Lage war, in einfacher Sprache komplexe Sachverhalte zu kommunizieren. Er liegt auf dem städtischen Friedhof in Olsztyn begraben.